# Magyar Koalíció

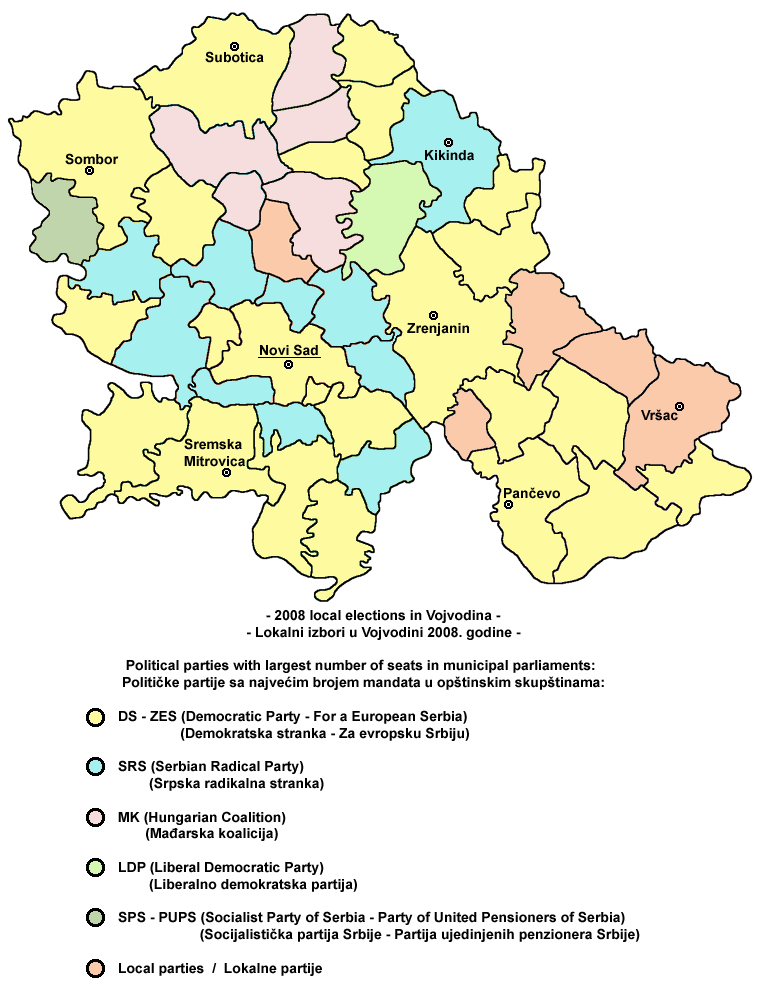

A Magyar Koalíció (szerbül Мађарска Коалиција) három vajdasági magyar pártot tömörítő választási szövetség. Alapítói a Vajdasági Magyar Szövetség (VMSZ), a Vajdasági Magyarok Demokratikus Közössége (VMDK) és a Vajdasági Magyar Demokrata Párt (VMDP).

## Története, célkitűzései
A 2008-ban létrejött szövetség legfőbb célkitűzése, hogy egyesítse a magyar szavazókat szerbiai magyar kisebbség érdekében. Politikájának markáns elme az autonómiakoncepció:
felállítanák az úgynevezett Magyar Nemzeti Tanácsot, amelynek célja az lenne, hogy a Szerb Köztársaság jogrendszerébe országos magyar kisebbségi önkormányzatként beépüljön. A szervezet önálló vagyonnal és jogi személyiséggel rendelkezne, biztosítaná a magyar közösségek megmaradását, kultúrájuk megőrzését. Ez a tanács különös figyelemmel kísérné a szórványmagyarság sorsát, képviselné a magyarokat az autonómiával kapcsolatos tárgyaláson. A MK kiáll a hivatalos magyar nyelvhasználat mellett. A leendő autonóm terület központjaként a szövetség Szabadkát jelöli meg, amelyet a sokrétű Szabadkai Fejlesztési Program keretében támogatnák. Választási kampányában kiemelt hangsúlyt kapott a vámszabadság, a közút fejlesztése, ipari parkok és vállalkozások létesítése valamint támogatása.
A Magyar Koalíció a 2008-as szerbiai parlamenti választásokon 4 parlamenti helyet szerzett meg, a képviselői helyeket Kovács Elvira, Fremond Árpád, Varga László és Pásztor Bálint kapta.
A 2008-as vajdasági tartományi parlamenti választásokon az első körben a szavazatok 7%-át szerezte meg.
A 2008-as szerbiai önkormányzati választások során az elvárásoknak megfelelően a magyar többségű területeken a szavazatok többségét is megszerezte, ugyanakkor Magyarkanizsán, Topolyán és Zentán a magyar lakosság számarányánál jóval kisebb volt a részesedése a szavazatokból.

## Külső hivatkozások
- Hivatalos oldal
- A Magyar Koalíció autonómiakoncepciója[halott link]